# Городище (Черногубовское сельское поселение)
Городи́ще — деревня в Калининском районе Тверской области России. Входит в состав
Черногубовского сельского поселения.

## География
Расположена к северу от Твери, на правом берегу реки Тверцы, в 3,5 км от посёлка Литвинки.

## История
В 1997 году — 15 хозяйств, 38 жителей. В 2002 году — 96 жителей.
В 2016 году введена в эксплуатацию новая асфальтированная дорога. По решению министерства транспорта Тверской области планируется маршрутное сообщение с мая 2017. Деревня газифицирована, имеет центральный водопровод, граничит с бором, находится в экологически чистом районе Тверской области(санаторий «Прометей»).
Деревня Городище находится в уникальном природном и историческом месте, первые упоминания об этом населённом пункте можно найти в ранних летописях Тверского края. По мнению историков, здесь находилось поселение, которое выполняло охранные и таможенные функции на торговом пути, который пролегал по р. Тверце, что привлекает кладоискателей. Живописный берег Тверцы в совокупности с бором в округе превращает эту деревню в небольшую заповедную зону со своим микроклиматом. Именно этот факт стал определяющим для создания детского круглогодичного многопрофильного лечебного санатория.

## Население
| 2008 | 2010 |
| ---- | ---- |
| 162  | ↘128 |

1. 1 2  Всероссийская перепись населения 2010 года. Населённые пункты Тверской области